# Le Quillio
Le Quillio (bretonisch: Ar C’hillioù) ist eine französische Gemeinde mit 591 Einwohnern (Stand 1. Januar 2022) im Département Côtes-d’Armor in der Region Bretagne. Die Einwohner der Gemeinde werden Quilliotais und Quilliotaises genannt.

## Geographie
Umgeben wird Le Quillio von den fünf Nachbargemeinden:
|                           | Merléac                                     |               |
| Saint-Gilles-Vieux-Marché | Kompassrose, die auf Nachbargemeinden zeigt | Saint-Thélo   |
|                           | Guerlédan                                   | Saint-Caradec |

## Bevölkerungsentwicklung
| 1962 | 1968 | 1975 | 1982 | 1990 | 1999 | 2008 | 2012 | 2020 |
| 634  | 706  | 657  | 613  | 542  | 554  | 540  | 549  | 567  |

## Sehenswürdigkeiten
- Kirche Notre-Dame Le Quillio, erbaut vom 16. bis 17. Jahrhundert, mit dem Cromlech ist ein Monument historique
- Notre-Dame de Lorette (in Le Quillio) mit dem Steinkreis von Lorette

Siehe auch: Liste der Monuments historiques in Le Quillio

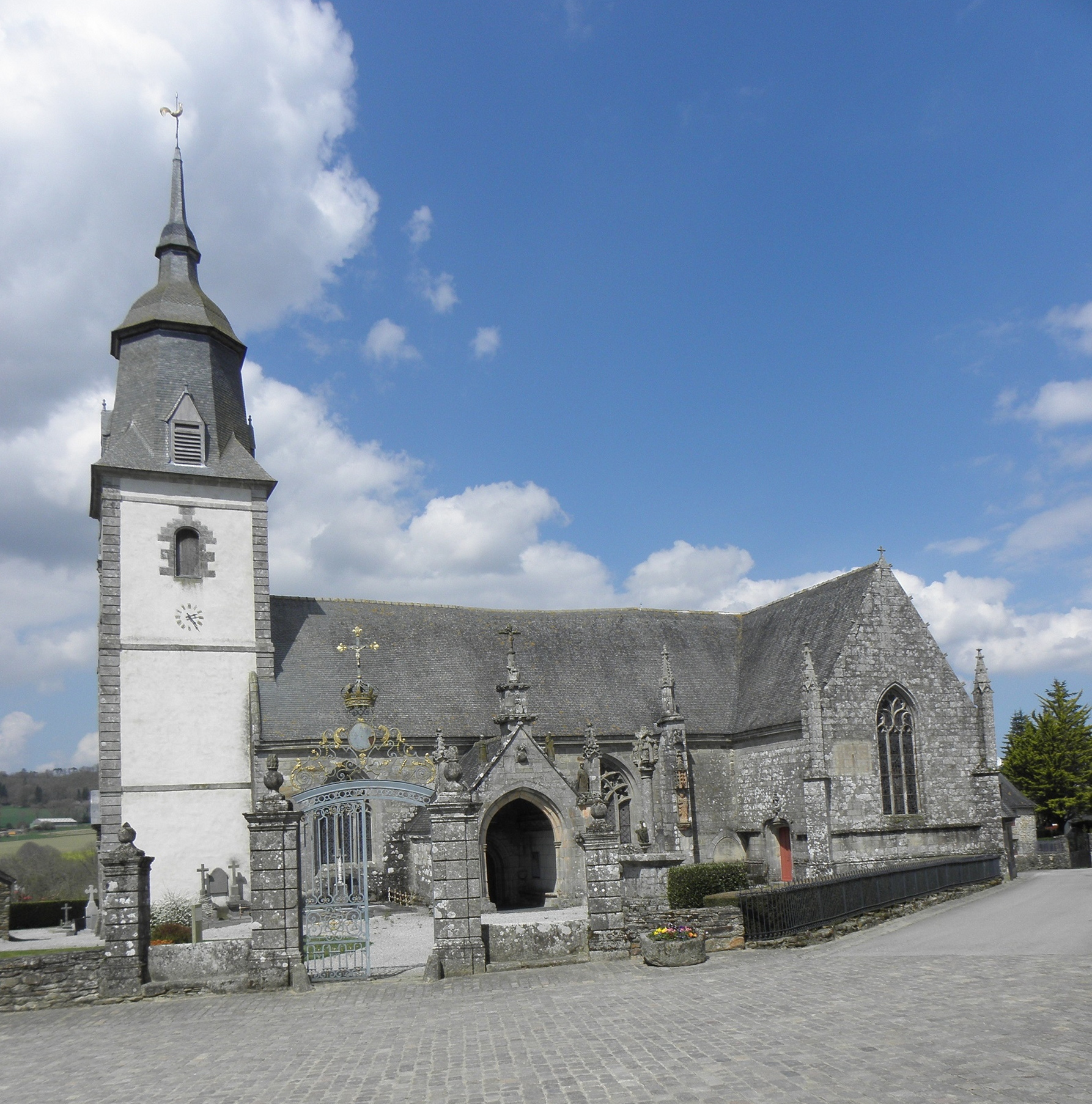
Front der Kirche
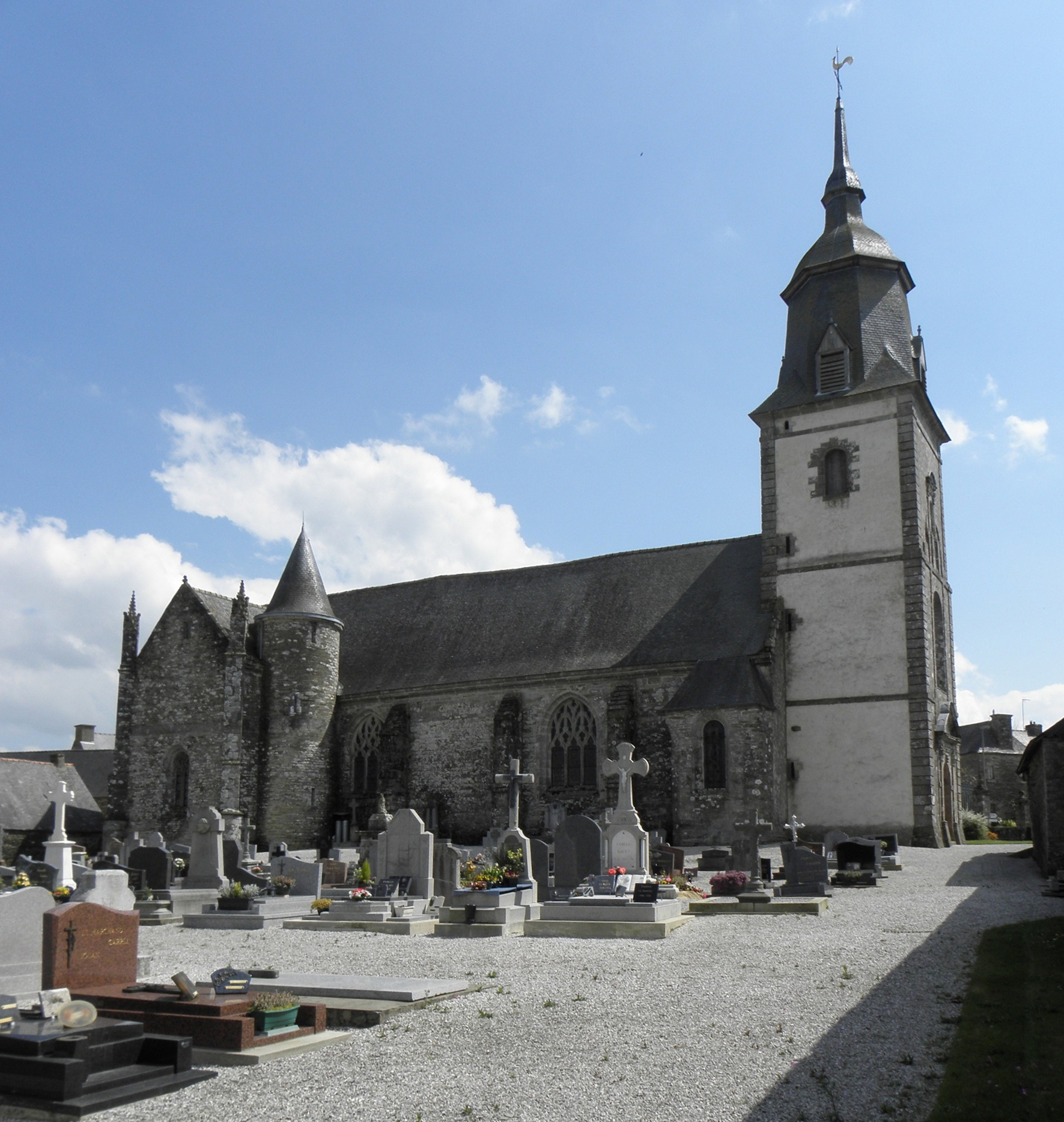
Kirche von der Seite
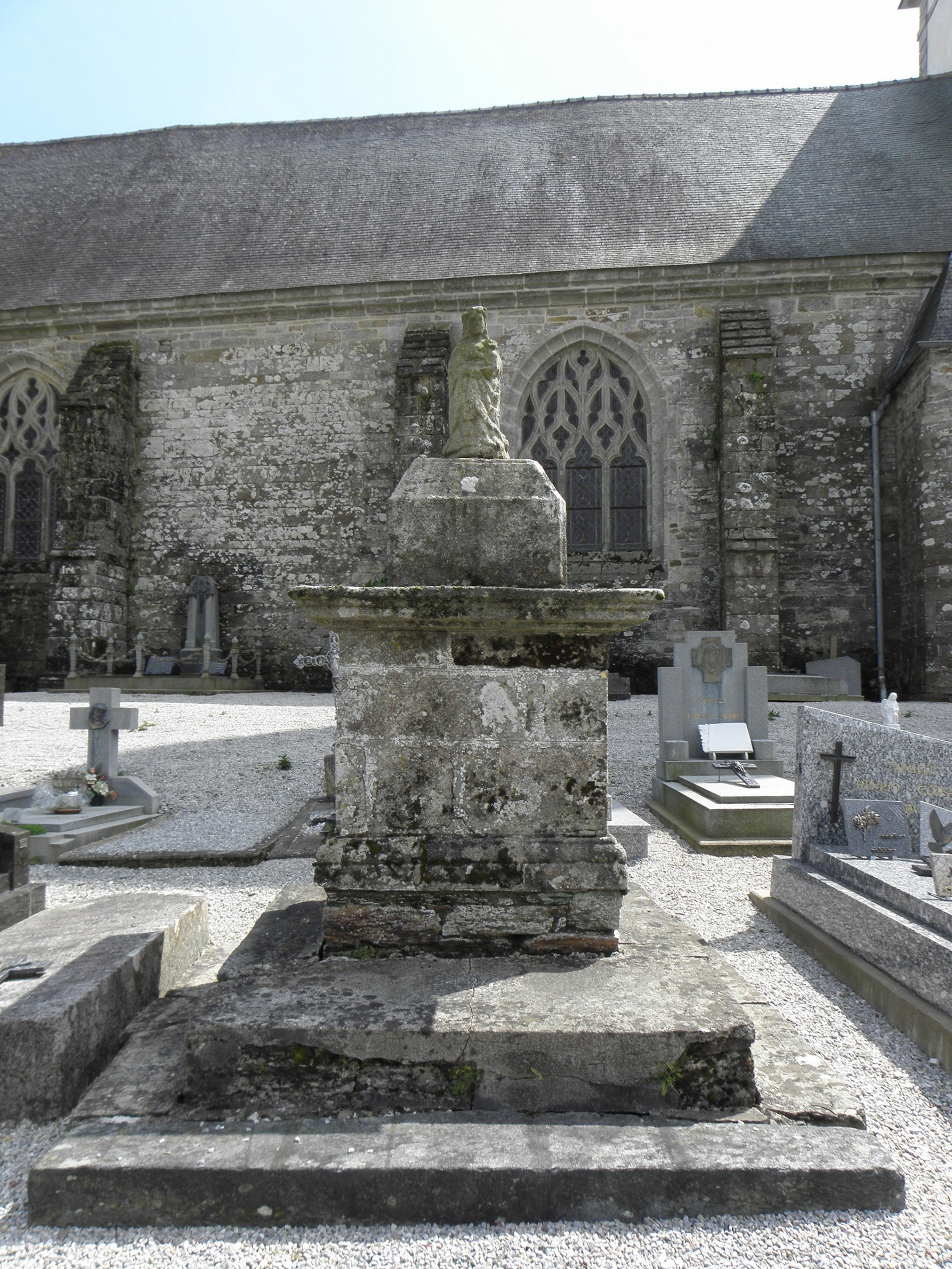
Grab auf dem Friedhof der Kirche
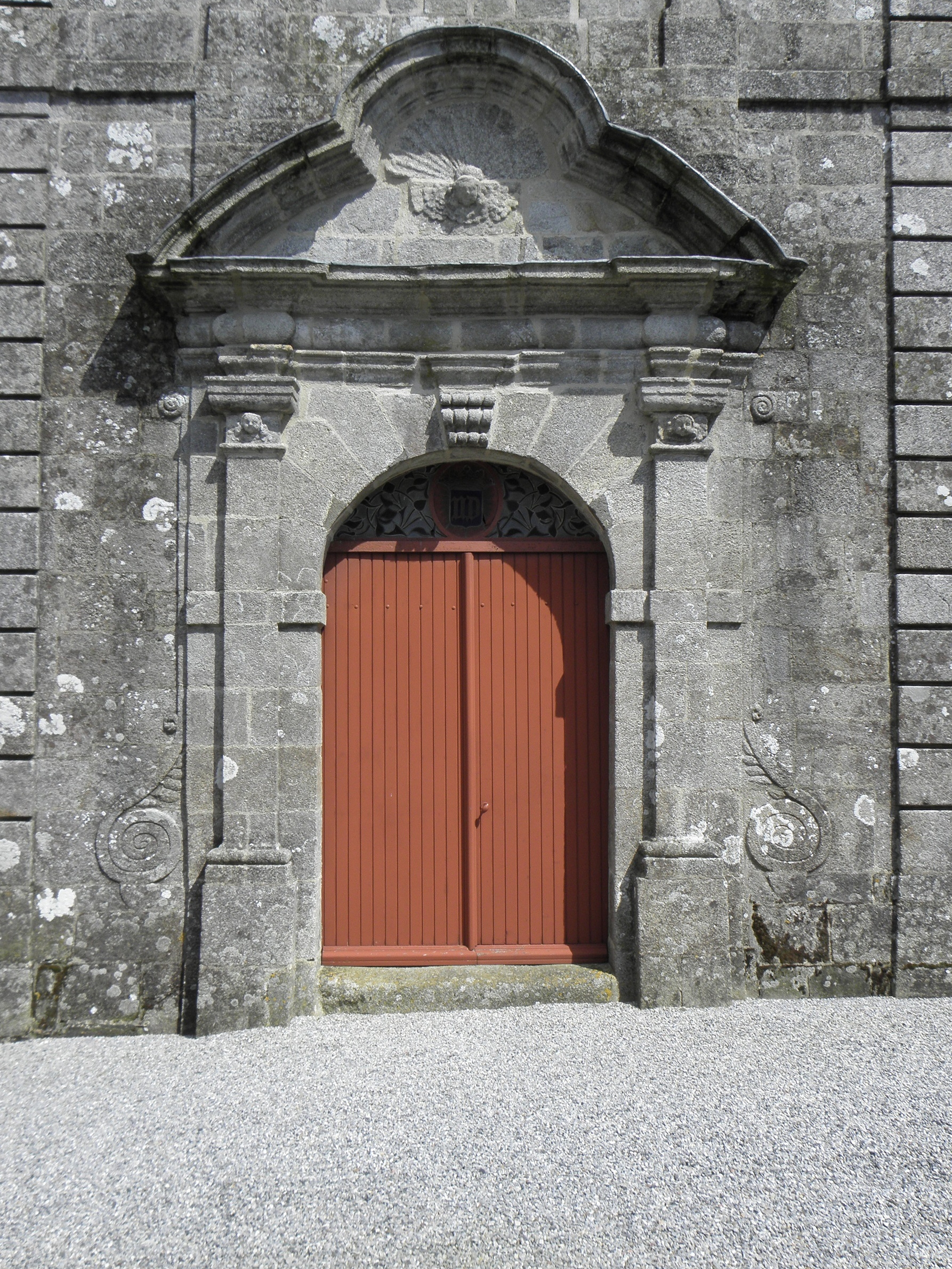
Tor der Kirche
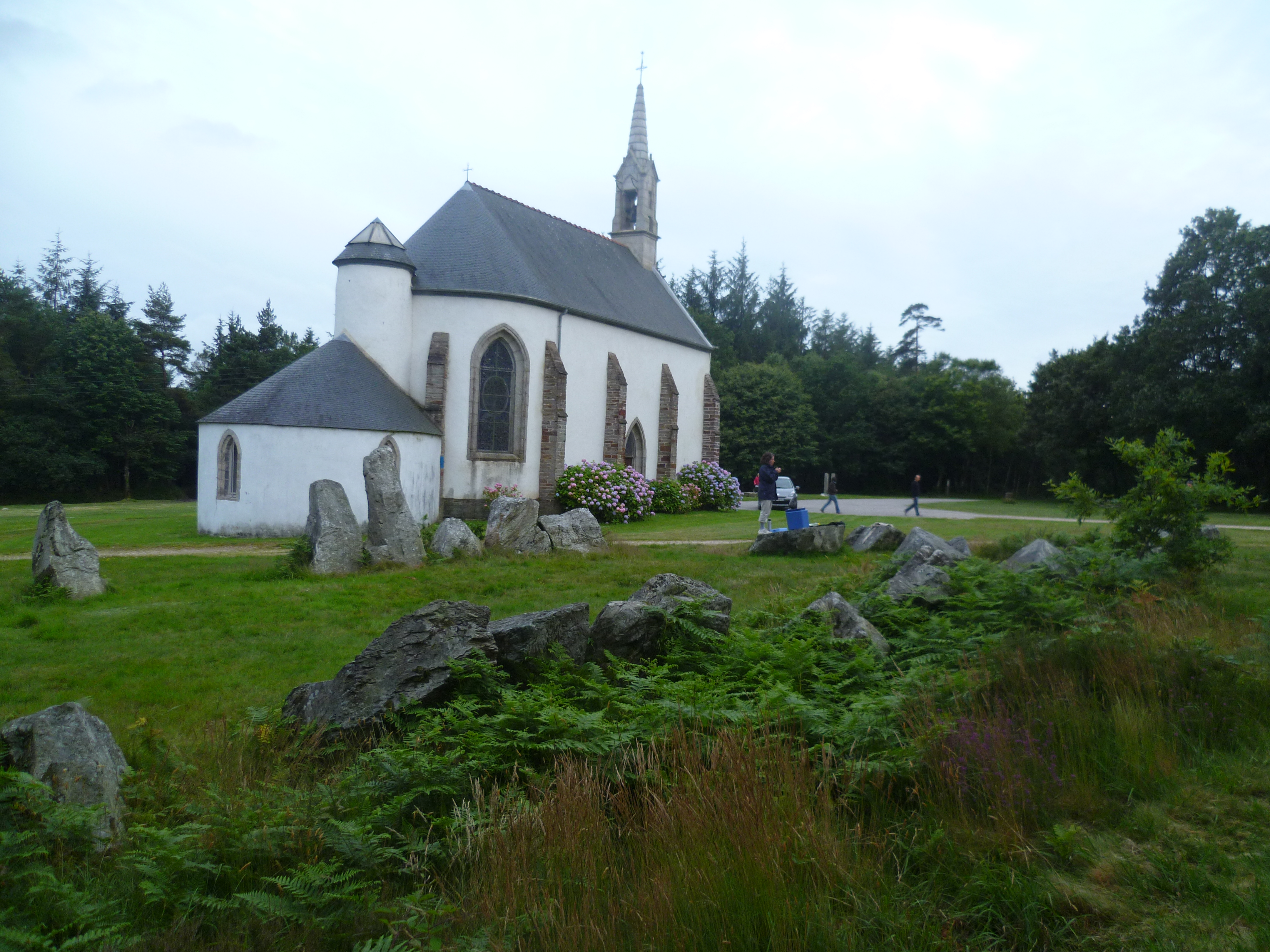
Notre-Dame de Lorette mit Steinkreis